# Gęsówka
Gęsówka [pronunciación en polaco: /ɡɛ̃ˈsufka/] es un pueblo ubicado en el distrito administrativo de Gmina Wróblew, dentro del condado de Sieradz, Voivodato de Łódź, en el centro de Polonia. Se encuentra a unos 7 kilómetros al sur de Wróblew, a 13 kilómetros al suroeste de Sieradz, y a 66 kilómetros al suroeste de la capital regional Łódź.